# Joel Brown
Joel Brown (Baltimore, Maryland, 31 januari 1980) is een Amerikaanse hordeloper. 
Hij werd zesde op de wereldkampioenschappen 2005 en zevende op de World Athletics Final 2005. 
Hij maakte deel uit van het World Record Shuttle Hurdle Relay-team (samen met Aubrey Herring, David Oliver, Aries Merritt) dat 53,31 s liep op het Penn Relay Carnival 2008.
Hij werd derde op Memorial Van Damme 2009 op de 110 meter horden. 
Zijn persoonlijke beste tijd is 13,20 seconden, bereikt op 9 juni 2011 op de Bislett Games.   